# Andreas Magni Mogathæus
Andreas Magni Mogathæus, född i Mogata församling, begravdes 3 december 1659, var en svensk präst.
Han skänkte en tavla till Vists kyrka i oljefärg med ett motiv av Kristi dop. Ett porträtt av Mogathæus finns även på tavlan.

## Biografi
Mogathæus föddes i Mogata församling. Han var son till en kyrkoherden Magnus Folkeri Uhr och Ingrid Prytz. 16 december 1625 prästvigdes Mogathæus och blev komminister i Mogata församling. Han blev i november 1633 student vid Uppsala universitet. Mogathæus blev vikarierande pastor i Skönberga församling. Han blev 1640 kyrkoherde i Vists församling. Mogathæus begravdes 3 december 1659.

### Familj
Mogathæus gifte sig första gången med Claudius Bothvidi. Hon var dotter till en kyrkoherde i Skönberga socken.
Mogathæus gifte sig andra gången 1640 med den förre kyrkoherdens änka. De fick tillsammans barnen Elisabeth (död 1642) och Nicolaus (född 1642-1642).
Han gifte sig tredje gången med Margareta Henriksdotter (död 1656). Hon var dotter till kyrkoherden Henricus Martini i Vists socken. De fick tillsammans dottern Brita (död 1650).
Mogathæus gifte sig fjärde gången 1658 med Catharina Larsdotter (död 1688). De fick tillsammans barnen Brita och en dotter.